# Pedro de Villadiego
Pedro de Villadiego (Palencia, hacia 1517 - Cuenca, 1592) fue un importante escultor entallador del periodo del renacimiento español, fallecido a los 75 años y que está enterrado en la iglesia de San Nicolás de Cuenca.

## Historia
Se cree que su establecimiento en Cuenca debió de producirse en la década de los 1520, que es cuando se había establecido su hermano Diego de Villadiego, también entallador.
En la documentación existente se le detecta por primera vez desde el año 1536, continuando con la ocupación familiar, ya que debió de finalizar las obras que dejó inacabadas al morir, su hermano Diego. Contrajo matrimonio en esta ciudad con Elena de Saceda, cuya familia era también del oficio, pues era hija del maestro de carpintería Francisco de Saceda, y hermana de dos entalladores Benito y Pedro de Saceda. Tuvo dos hijos Diego y Ana; su hijo siguió también el oficio de escultor con el nombre de Diego de Villadiego el Viejo y su hija se casó con el entallador Gaspar Berruguete, sobrino de Alonso Berruguete. En el siglo XVI era muy común el parentesco entre familias del mismo oficio.
Su taller debió de ser grande, pues fue un entallador muy solicitado y se sabe que tenía numerosos ayudantes y aprendices. Entre los escultores que trabajaron en colaboración están Alonso de Esquinas y Tomás Vázquez, que anteriormente habían trabajado con Esteban Jamete, con este último escultor tuvo muy buenas relaciones, como lo demostró en su declaración favorable, ante el proceso que tuvo Jamete por parte de la Inquisición en Cuenca.

## Obra
Para la diócesis de Cuenca trabajó en el retablo de la iglesia de Tarancón en la que también participaron los entalladores Giraldo de Flugo, Diego de Tiedra y Bartolomé Rodríguez, así como para la catedral de Cuenca entre los años 1548 y 1562, donde trabajó en la sillería del coro junto con su cuñado Pedro de Saceda, los cuales reformaron los sitiales del coro anterior del siglo XV que había tallado Egas Cueman; labró el púlpito de nogal y en la silla de la sala capitular se puede ver tallado un escudo con dos figuras laterales La Justicia y La Gracia Divina y más abajo un relieve del Salvador. También es autor del retablo mayor y la talla de San Pedro de la iglesia parroquial de Bascuñana de San Pedro. 
Con Giraldo de Flugo después de trabajar en la iglesia de Tarancón, también lo hizo en el retablo de la iglesia de Zafra de Záncara en el año 1558, en la iglesia de Monteagudo en 1567 y en la de Hontanillas. Villadiego se encargaba de las trazas y Giraldo de las tallas.